# Палац Голестан
Палац Голестан або Мармуровий палац (перс. کاخ گلستان, назва музею дослівно перекладається як «палац троянд») — музейний комплекс, що складається з близько 20 будівель, розташований у Тегерані, Іран. Побудований у XVI столітті і постійно перебудовувався до ХІХ століття. Палац вважається архітектурним і ремісничим шедевром періоду правління Каджарів у Ірані, в ньому поєднуються перські і західні архітектурні стилі.

## Історія
Комплекс Голестан вважається важливим культурно-історичним пам'ятником, розташований на площі 15 хордада на території близько 5,5 гектарів. Палац був частиною історичного кремля Тегерана. Назву отримано від Залу Голестан, що знаходиться у вихідного особняка.
Побудований під час правління Сефевідів — Тахмаспа I, однак протягом XVIII—XIX століть постійно перебудовувався. Найбільший внесок у будівництво Голестана внесли Карім хан Зенд, Ага Мохаммед Хан Каджар та Насер ед-Дін Шах Каджар, який під час свого правління вніс великі зміни у палац. За часів правління Рези Пехлеві палац використовувався для офіційних церемоній і прийому спеціальних іноземних гостей.
Після ісламської революції комплекс Голестан, як і багато інших царських будівель, був перетворений у громадський музей, який могли відвідувати всі бажаючі.
Палац-музей Голестан умовно розділений на 7 частин, до яких входять такі будівлі: Антропологічний музей, Діамантовий зал, музей фотографії, портретна галерея, картинна галерея, павільйон Шамс-уль-Еманех і Мармуровий тронний зал. За часів Сефевідов навколо палацу були посаджені чотири сади. У 1877 році у кращих традиціях європейської архітектури побудований зал-музей.
У 1961 році величезна частина комплексу, включаючи вхідний портал, будівлю суду, будинок живопису, фруктовий сад і кілька внутрішніх кімнат були знищені. Резиденція шаха переїхала в комплекс-палац Саадабад, а Голестан перетворився у музей-палац, що служив для прийому почесних гостей, як місцевих, так і закордонних.

Центральним приміщенням палацу є Мармуровий тронний зал («Ейван-е Тахт-е Мармар»), який використовувався для офіційних прийомів. Зал прикрашений розписами, фресками, дзеркалами, мармуром та плиткою і різьбленням по дереву. До наших днів зберігся трон, зроблений з жовтого мармуру, є вершиною іранської архітектури. Дзеркальний зал є результатом багаторічних зусиль іранських художників, які власноруч встановили маленькі геометричні дзеркала на стелі і стінах залу. Стіни цього залу нагадують багаторічні страждання іранського народу під час шахського правління. Дзеркальний зал відомий через картини Мірзи Мухаммад хана Камаль-Мулька Гаффарі, написані у 1891 році. Біля стін Дзеркального залу знаходиться зал Салям. У 1935 році заснований етнографічний музей і у 1968 році перенесений у Білий палац (Ках-е Аб'яз), що входить до складу комплексу палацу Голестан. В експозиції представлені побутовий та святковий одяг, взуття, зброя з часів Каджарів. Цей музей вважається одним з найстаріших і багатих антропологічних музеїв в Ірані.

23 червня 2013 року на 37-й річній сесії Комітету ЮНЕСКО із світової спадщини в Камбоджі палац Голестан був занесений до списку світової культурної спадщини.

### Зовнішній вигляд

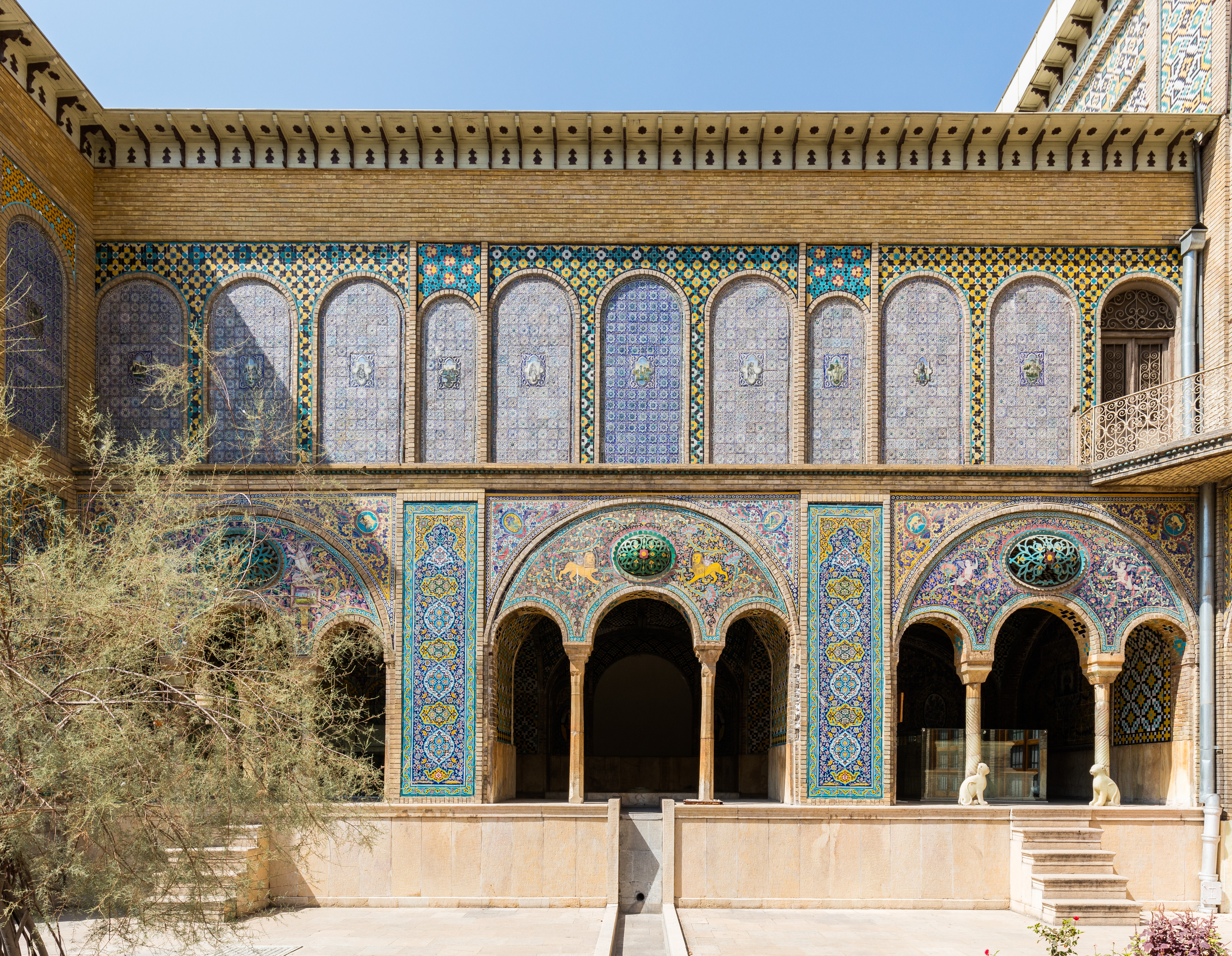
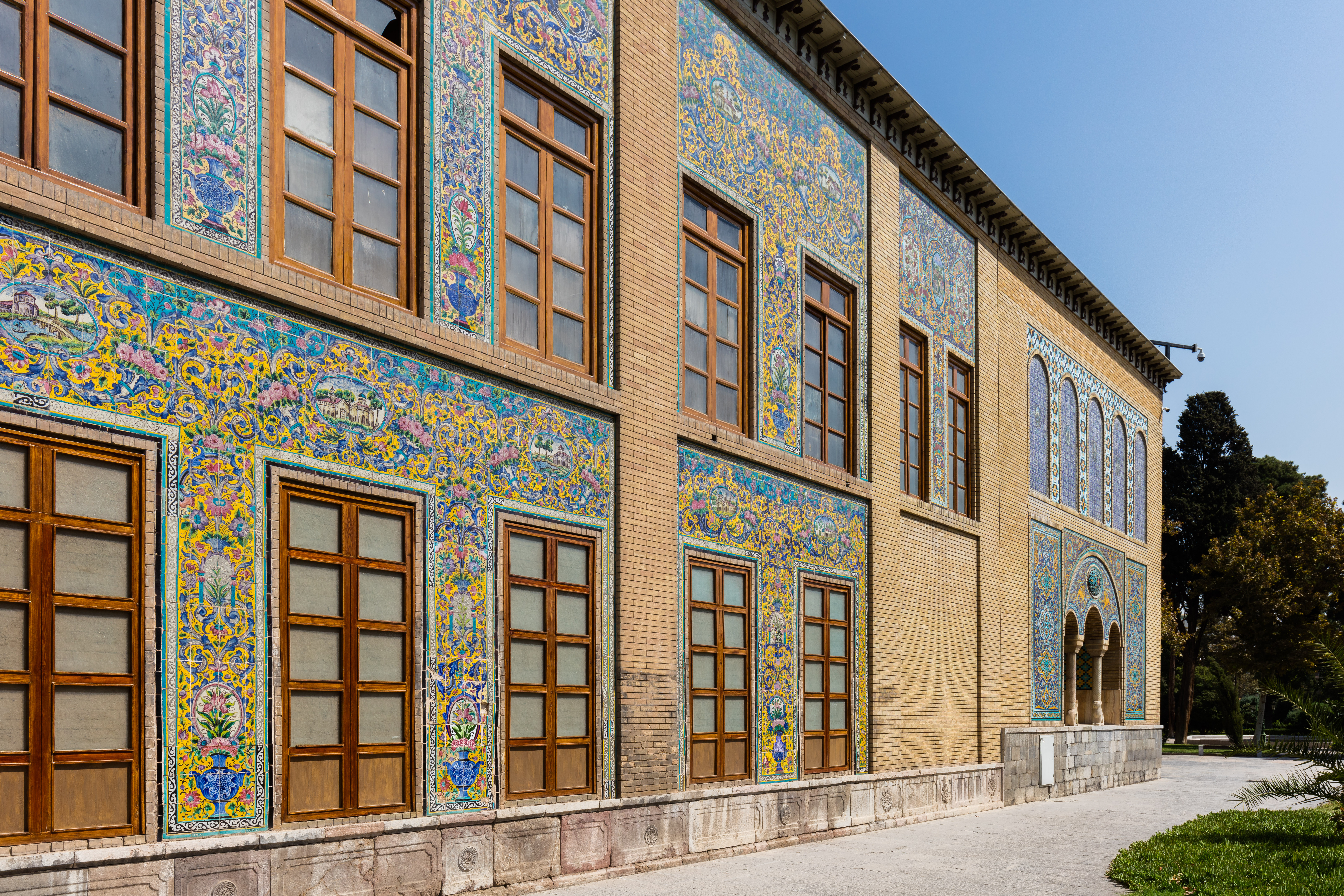
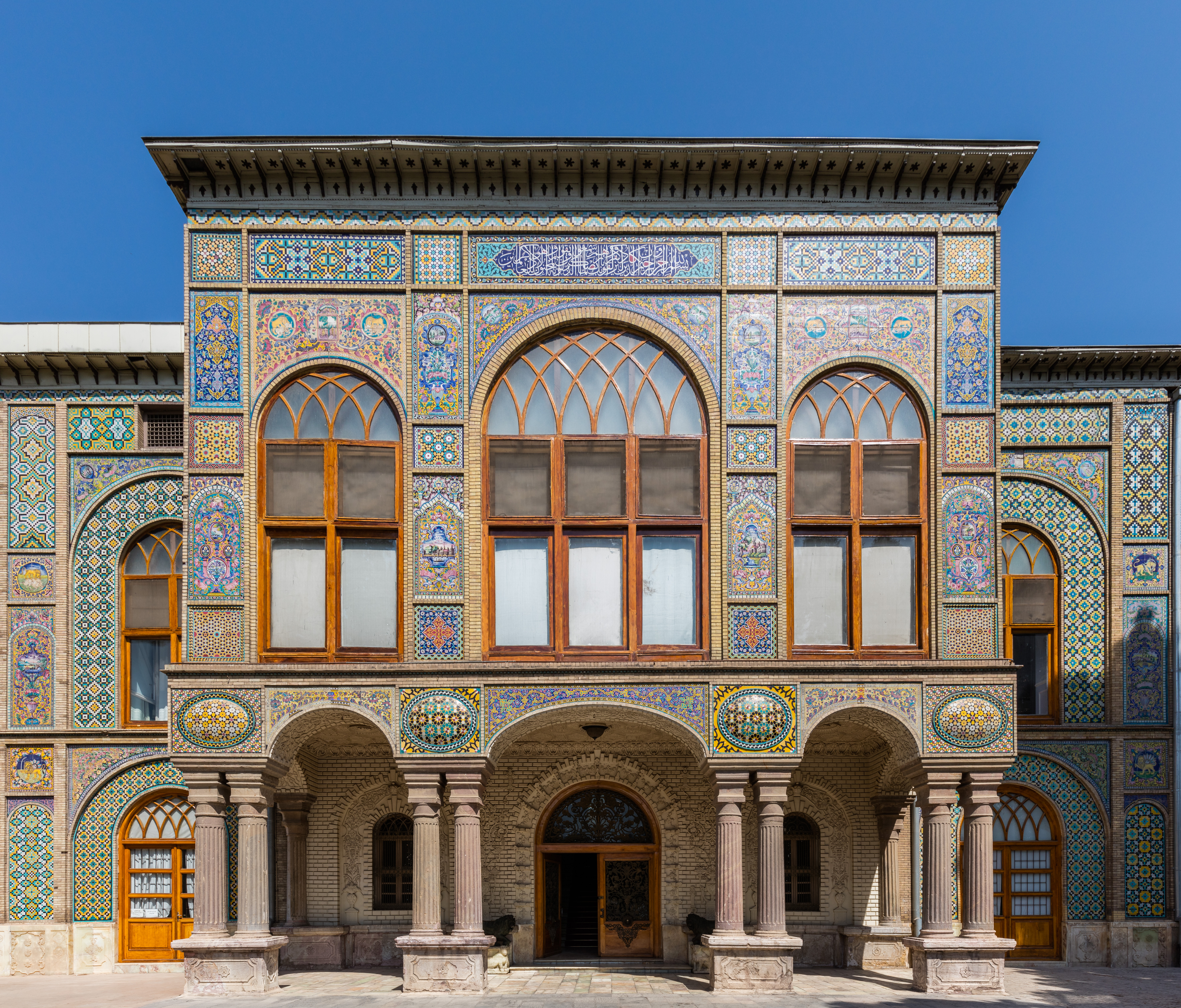
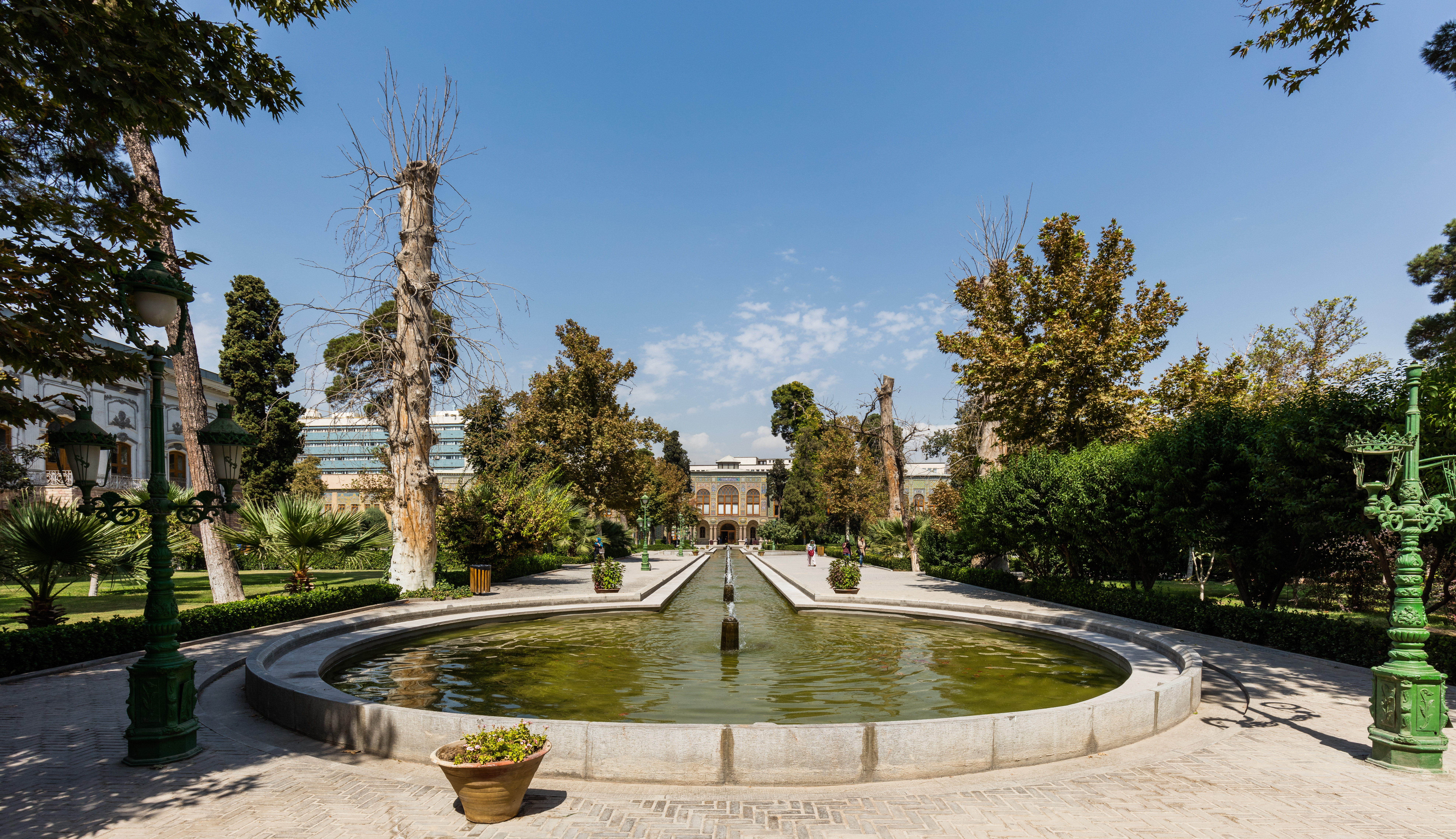
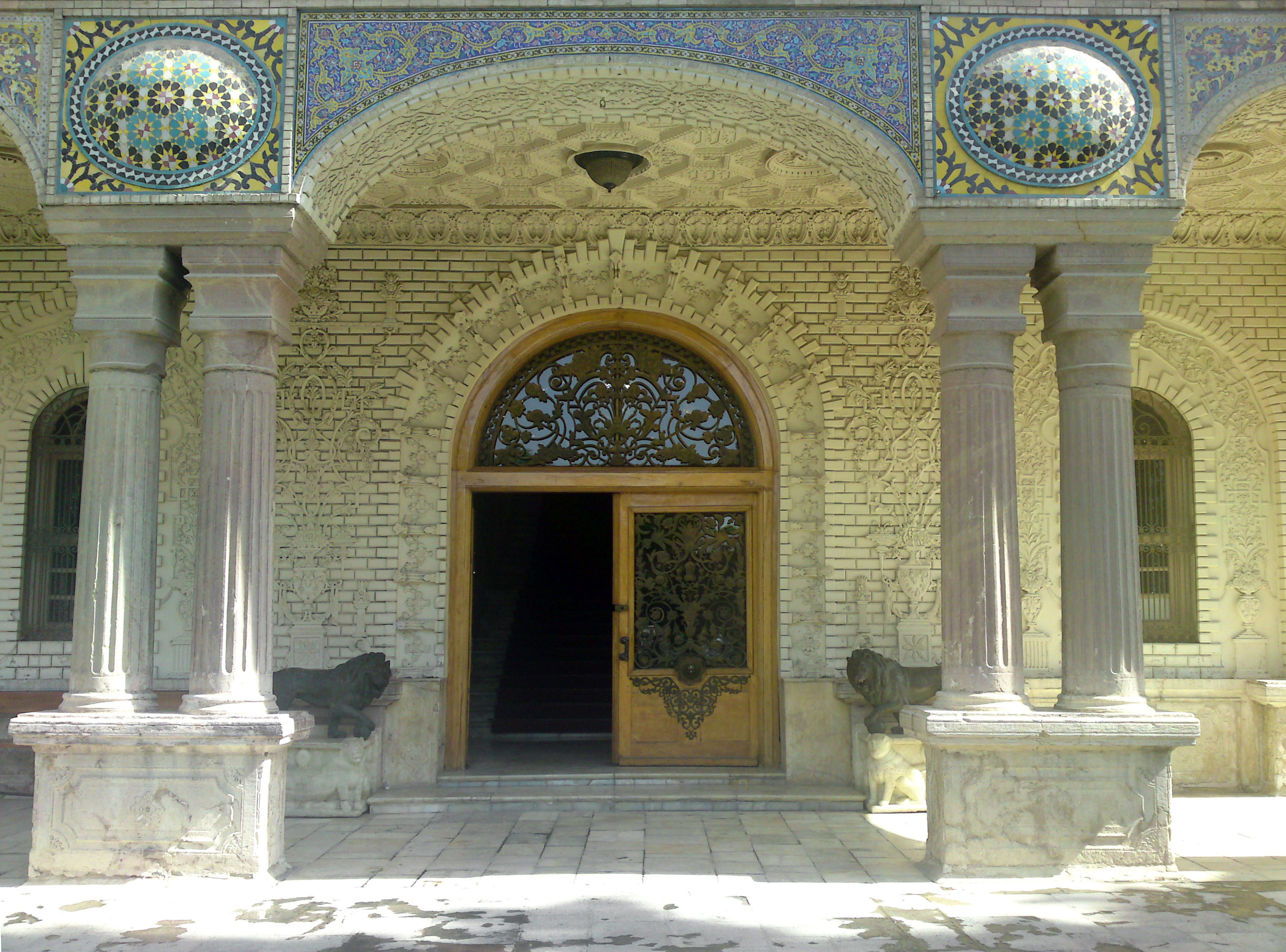

### Інтер'єр

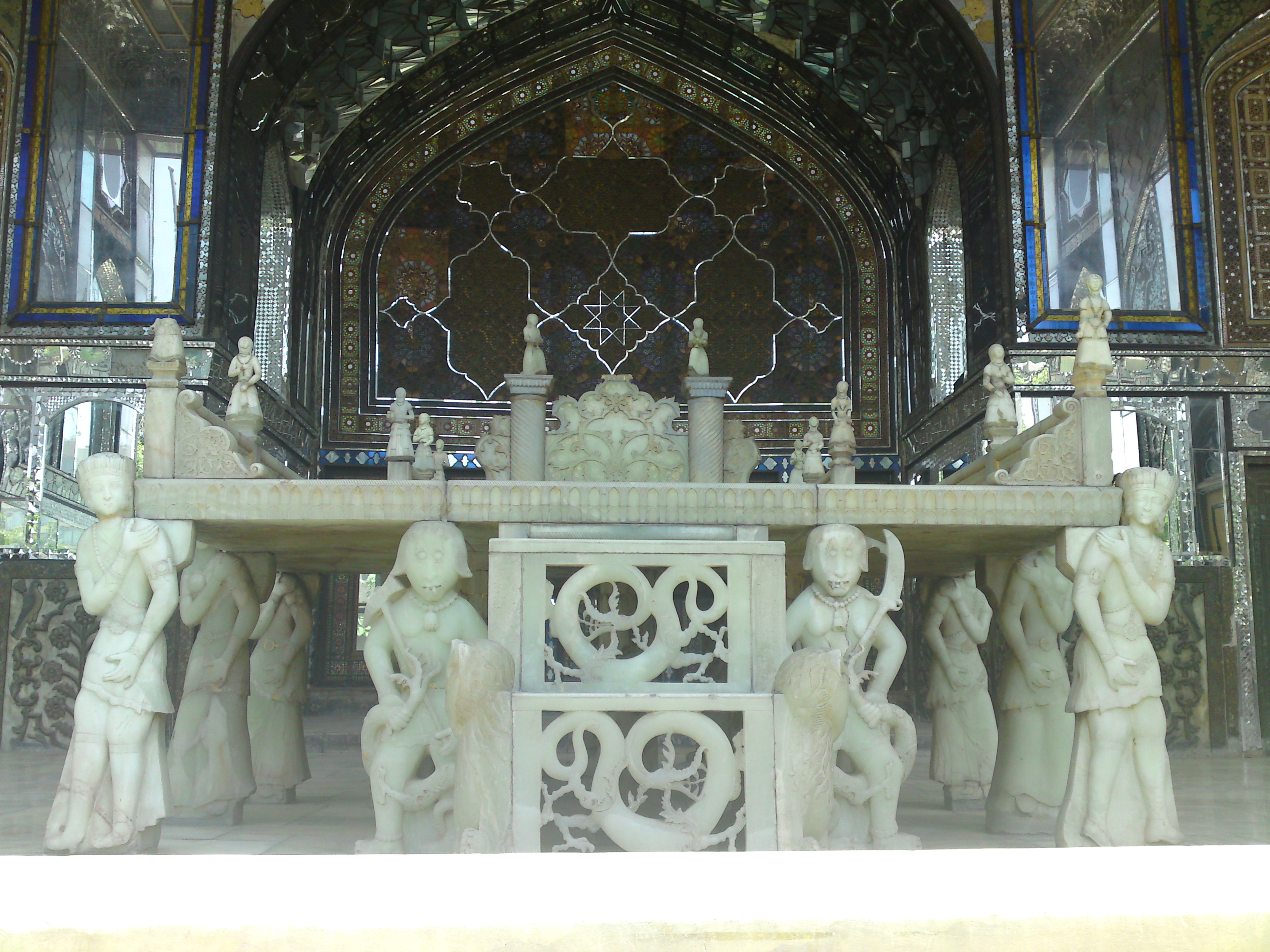
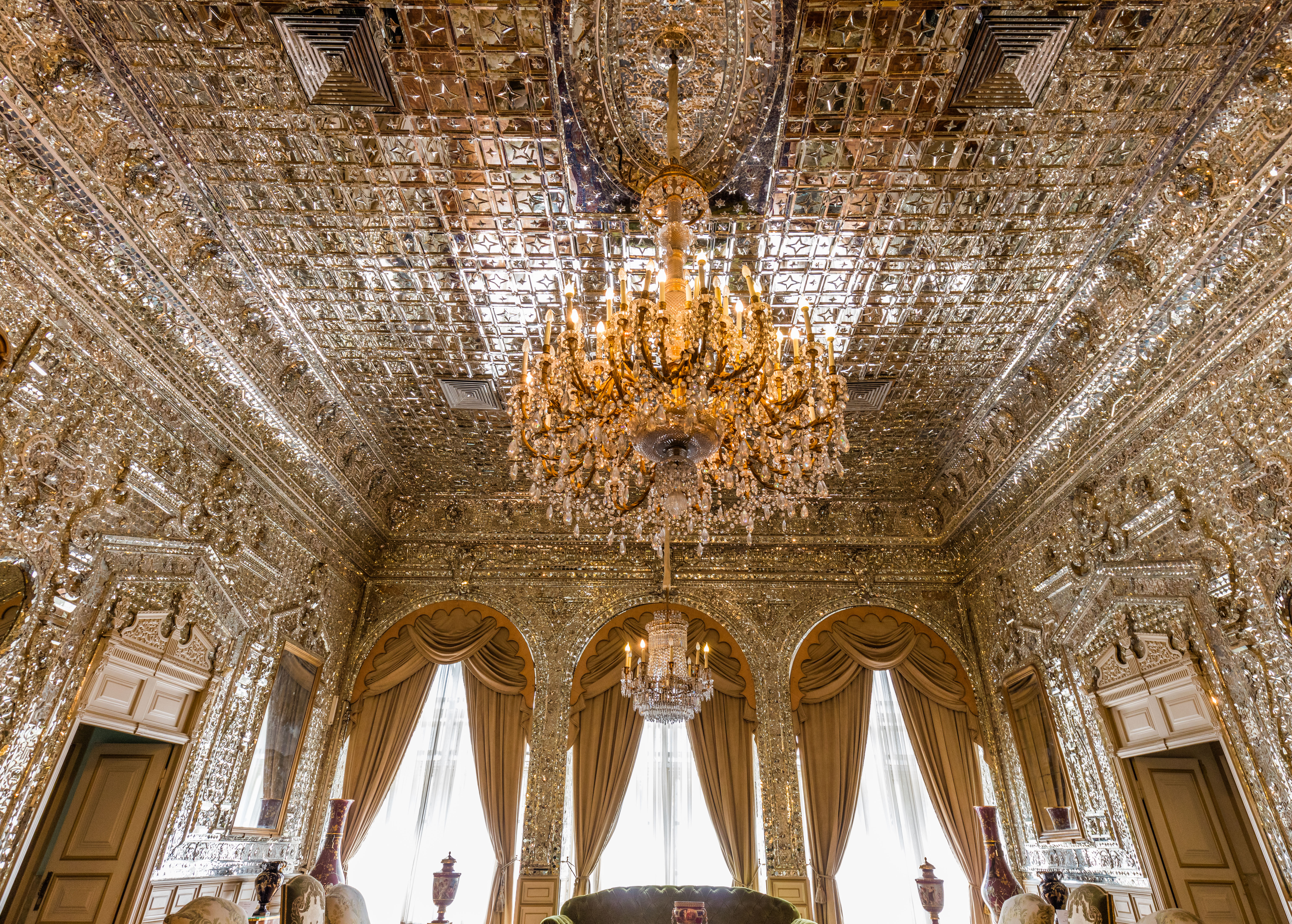
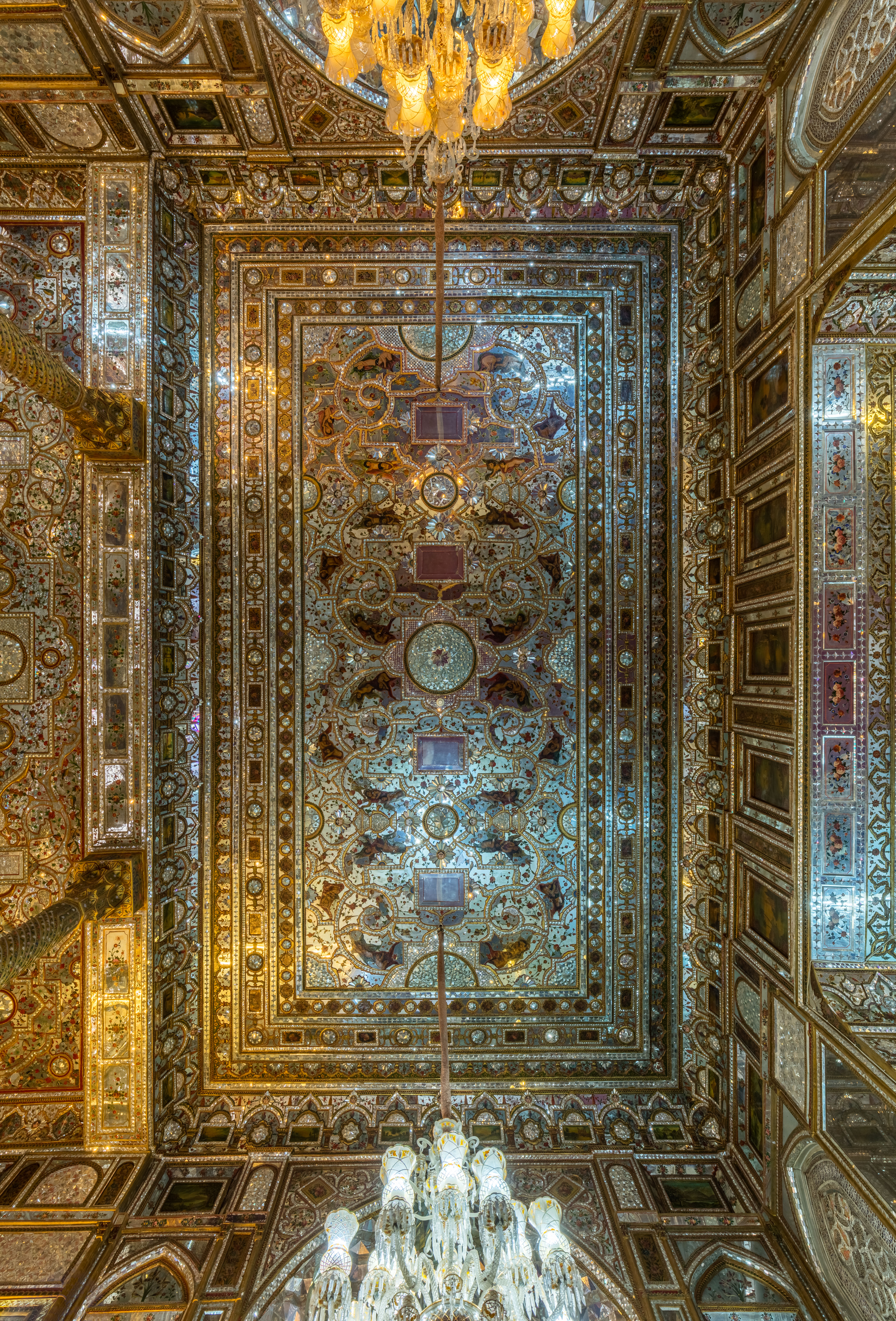
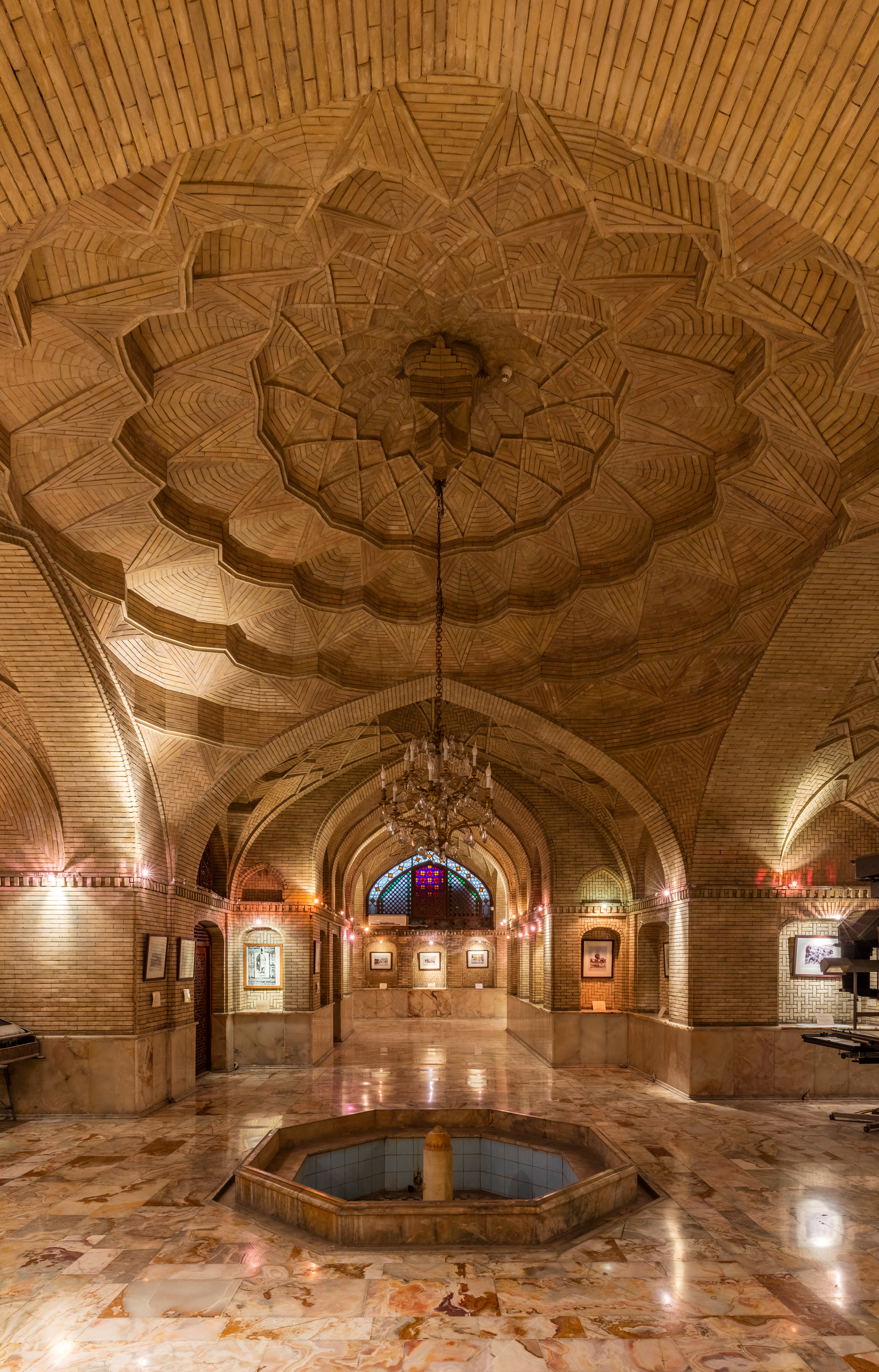
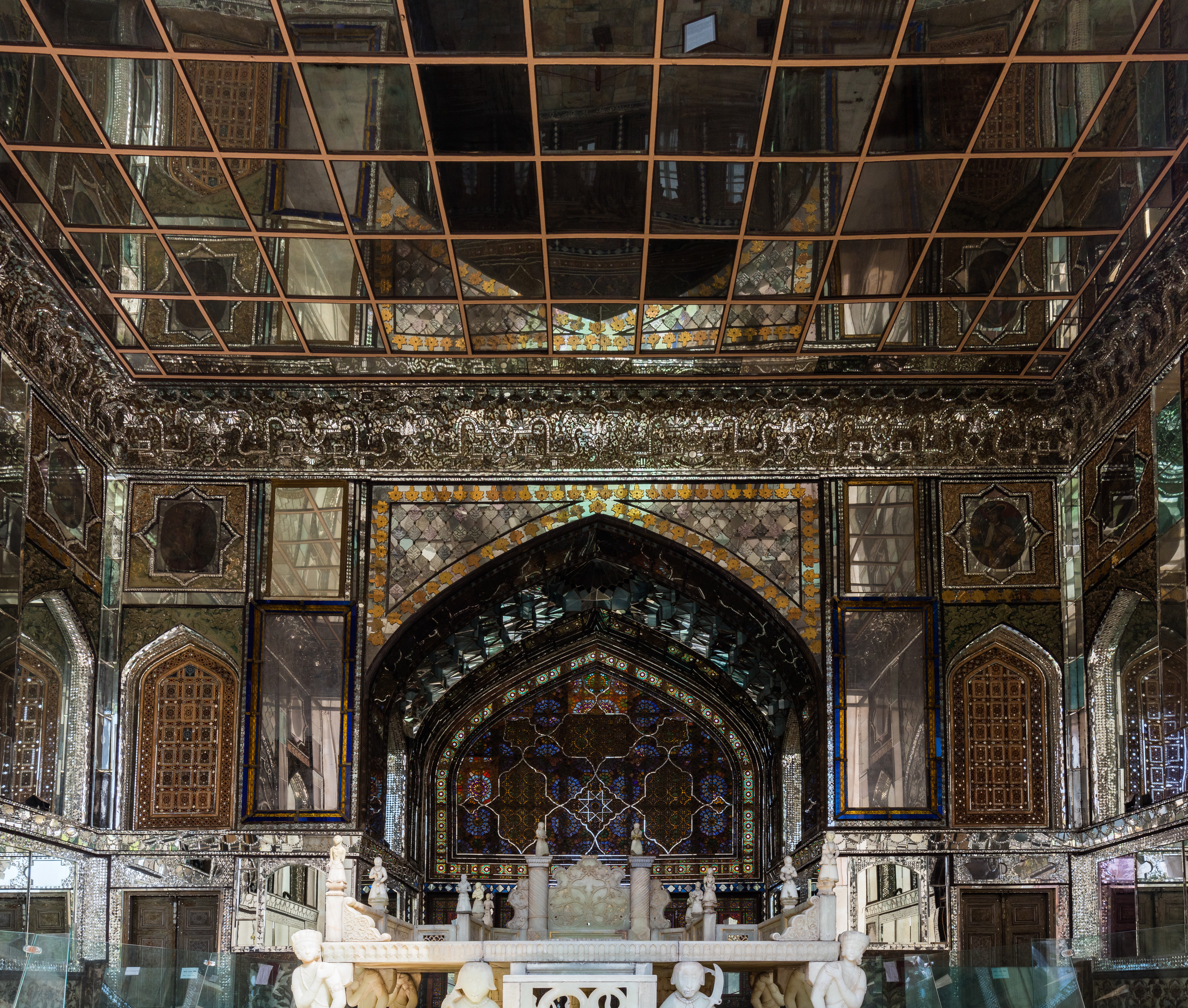